# Kostel svatého Jiljí (Bečov)
Kostel svatého Jiljí je římskokatolický kostel zasvěcený sv. Jiljí v Bečově v okrese Most. Jeho současná barokní podoba vychází z přestavby v 18. století. Je chráněn jako kulturní památka.

## Historie

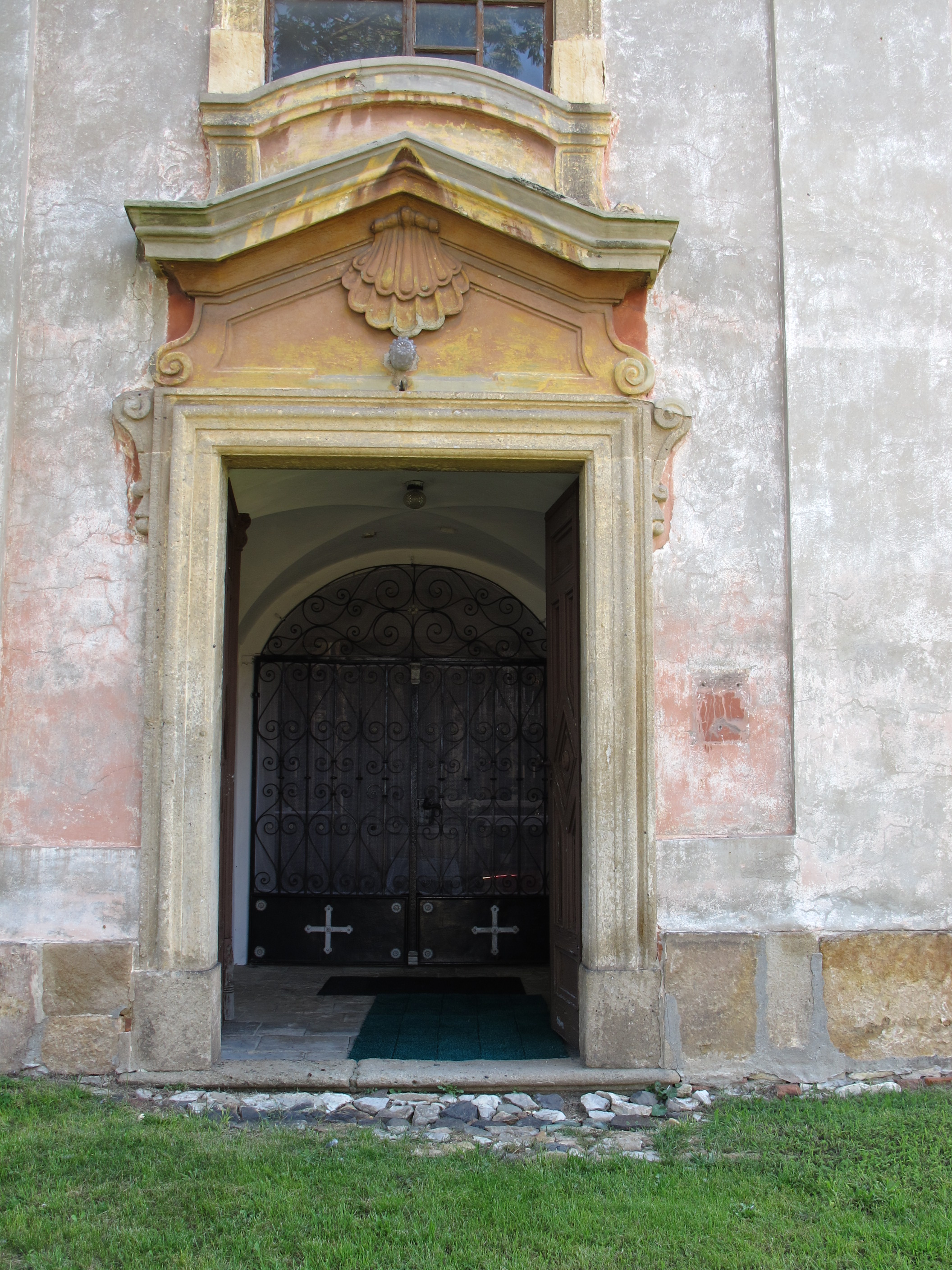
Západní portál

Kostel byl původně gotický, ale v polovině 18. století byl přestavěn do barokní podoby podle plánů rakouského architekta Andrease Altomonta (1699–1780).

## Architektura
Kostel se nachází na návrší na severovýchodním okraji obce. Jedná se o jednolodní stavbu s půlkruhově zakončeným presbytářem, po jižní a severní straně jsou přístavby sakristie a kaple, západní průčelí je doplněno hranolovou věží. Presbytář má valenou klenbou s konchou. Zařízení kostela pochází z první poloviny 18. století.
V areálu kostela se nachází socha svatého Floriána a socha svatého Jana Nepomuckého, která byla přenesená ze zbořené obce Souš. Druhá socha tohoto světce pocházející ze starého Mostu stojí před branou do areálu.